# Circuit urbain de Long Beach
Le circuit urbain de Long Beach (Long Beach street circuit en anglais, ou Streets of Long Beach) est un circuit automobile temporaire tracé dans les rues de la ville de Long Beach (Californie, États-Unis). Situé en bord de mer, au sud de Los Angeles, il accueille une fois par an le Grand Prix de Long Beach.

## Historique et évolutions du tracé
En 1975 se déroule le tout premier Grand Prix de Long Beach disputé dans le cadre de la Formule 5000. Le circuit urbain fait alors 3,2 km de long, une partie est en plein cœur de la ville et l'autre partie longe le bord de mer. L'emplacement des stands et la ligne d'arrivée sont alors situés au centre-ville jusqu'en 1983, date a laquelle les stands sont déplacés au bord de mer, et ce jusqu'à aujourd'hui.
Du fait de sa situation urbaine et en bord de mer, le circuit a été surnommé par les médias « Monaco of the West » (« Le Monaco de l'ouest »), en référence au célèbre circuit de Monaco.

### Tracé 1975-1981

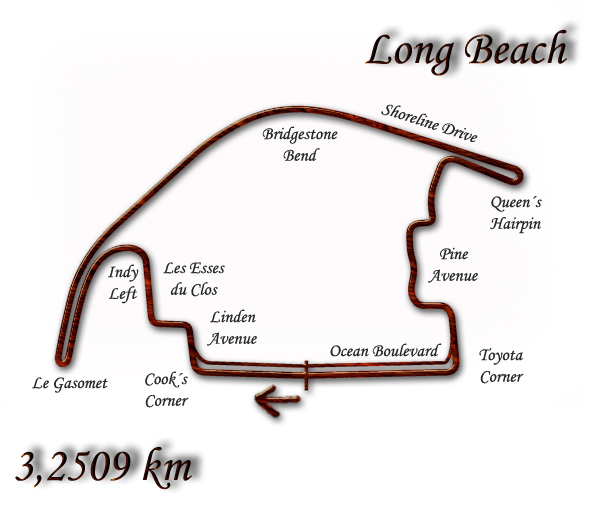
Premier circuit utilisé

Ce tracé a accueilli le Grand Prix automobile des États-Unis Ouest de Formule 1 à partir de 1976.

### Tracé 1982

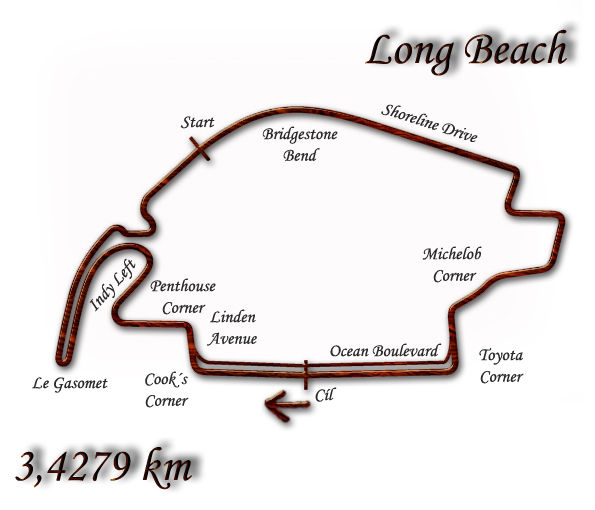
Deuxième tracé (1982)

En 1982, une portion du tracé est modifiée, l'épingle située après Shoreline Drive (l'avenue située au bord de mer) est transformée en virage à angle droit, le nouveau tracé passe par un nouveau virage appelé « Michelob Corner ».

### Tracé 1983

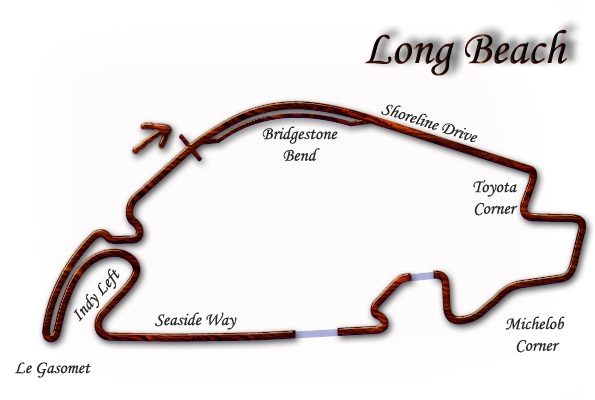
Troisième tracé (1983)

En 1983, le tracé ne passe plus par le centre-ville ni par l'Ocean Boulevard, cette portion est court-circuitée par la ligne droite Seaside Way.

### Tracé 1984-1986
La F1 quitte Long Beach en 1984. Le tracé de 1984 est raccourci par rapport au précédent, et il n'y a plus l'épingle sur le parking.

### Tracé 1987-1991
Sur ce tracé seul le virage menant à Seaside Way est raccourci.

### Tracé 1992-1998
En 1992, la chicane de Pine Avenue est supprimée et le virage Michelob est directement relié à Seaside Way sans ralentissement.

### Tracé 1999

Septième tracé (1999)

Le premier virage du circuit est modifié et passe vers un rond-point au bord de mer, la South Chesunt Place pour revenir au virage Michelob. 

### Tracé actuel
Le tracé actuel ne passe plus par le virage Michelob mais emprunte l'avenue Shoreline Drive dans l'autre sens pour ensuite bifurquer dans Pine Avenue.

## La Formule E

La version raccourcie utilisée en Formule E.

En 2015 et 2016, Long Beach a accueilli deux manches comptant pour le championnat du monde de Formule E. D'une longueur de 2,131 kilomètres, le circuit est amputé d'environ un kilomètre par rapport à sa version originale utilisée en IndyCar.